# Lac Ntomba (secteur)
Pour l’article concernant le lac, consultez Lac Ntomba.
Le secteur du Lac Ntomba, ou du lac Tumba, est une subdivision administrative du Sud-Est du territoire de Bikoro. Son chef-lieu est la localité de Bikoro.